# Narrowteuthis nesisi
Narrowteuthis nesisi is een inktvissensoort uit de familie van de Neoteuthidae. De wetenschappelijke naam van de soort is voor het eerst geldig gepubliceerd in 2005 door Young & Vecchione.